# Big Maceo Merriweather
Big Maceo Merriweather (eredeti neve: Major Merriweather) (Atlanta, Georgia, 1905. március 31. – Chicago, Illinois, 1953. február 23.) amerikai blues-zongorista, énekes. Stílusa nagy hatással volt a második világháborút követő évek előadóira.

## Életpályája
Autodidakta zongorista volt. Az 1920-as években Detroitba (Michigan állam)  költözött, és itt kezdődött el a zenei karrierje. 1941-ben Chicagóba ment, ahol megismerkedett Tampa Reddel. Red mutatta be őt Lester Melrose-nak az RCA Victor kiadótól (és leányvállalatától, a  Bluebird Records-tól), aki lemezszerződést írt alá Merriweatherrel.
Az első lemeze, a Worried Life Blues 1941-ben jelent meg, és az egyik legjellemzőbb száma maradt később is. (Eric Clapton is a műsorára tűzte ezt a dalt.) Ezt követték olyan sikerek, mint a Chicago Breakdown és a Texas Stomp. Zongorajátékának stílusára Leroy Carr, Roosevelt Sykes, a boogie-woogie zongoristák közül pedig Meade Lux Lewis és Albert Ammons hatottak. 
Merriweather 1946-ban stroke-ot kapott. Szívrohamban hunyt el 1953. február 23-án Chicagóban. A Detroit Memorial Cemetery nevű emléktemetőben hantolták el (Warren).

## Emlékezete
- Felvételeit egy dupla albumon a RCA Victor/Bluebird adta ki Chicago Breakdown címen, 1975-ben. Azóta más kiadásokban is megjelentek a felvételei.
- Halála után évtizedekkel, 2002-ben beiktatták a Blues Hall of Fame tagjai közé.

## Diszkográfiája
- Collection "Jazz Classics" No. 22 (RCA Victor, 1961)
- Black & White Vol. 9 (RCA, 1969)
- Big Maceo with Tampa Red in Chicago 1941–1946 (Sunflower, 1970)
- Chicago Breakdown (RCA, 1975)
- Bluebird No. 2: Big Maceo, vol. 1 (RCA, 1976)
- The Best of Big Maceo, vols. 1 and 2 (Arhoolie, 1984)
- Tampa Red/Big Maceo: Get It Cats!  (Swingtime, 1989)
- The King of Chicago Blues Piano (Arhoolie, 1993)
- Worried Life Blues (Orbis, 1995)
- The Bluebird Recordings (RCA/Bluebird 1997)
- The Essential Recordings of Tampa Red and Big Maceo (Indigo, 1999)
- The Best of Big Maceo with Tampa Red (Blues Forever, 2001)
- Chicago Piano, vols. 1 and 2 (Fabulous, 2003)
- Complete Recorded Works in Chronological Order Volume, vols. 1 and 2 (Document, 2004)

## Díjai, elismerései
- Blues Hall of Fame (2002-ben beiktatva)